# Henri Reculé
Henri Reculé, né le 2 juin 1970 à Viña del Mar dans la province de Valparaiso au Chili, est un dessinateur, illustrateur et coloriste belge.

## Biographie

### Jeunesse et formations
Henri Reculé naît le 2 juin 1970 à Viña del Mar dans la province de Valparaiso au Chili, d'un père belge et de mère chilienne. Il y découvre les comics tels que Ironman, Batman et ceux sud-américains comme Tamakún, Wolf et Condorito de Pepo ; la bande dessinée : les aventures de Mampato y Ogú de Themo Lobos dans le magazine chilien Mampato ainsi que Tounga d’Édouard Aidans, Bernard Prince et Comanche de Hermann. Il est aussi très impressionné par The Savage Sword of Conan, illustré  en noir et blanc par John Buscema et Alfredo Alcala. Le travail à l'encre tel un Gustave Doré se grave dans sa mémoire.
En 1984, sa famille et lui emménagent en Belgique où il découvre entre autres Blueberry, Astérix, Natacha et Buddy Longway. En 1988, il entre à l’école supérieure des arts Saint-Luc de Liège pour étudier l’illustration : ses camarades lui font découvrir les illustrations de Frank Frazetta, La Quête de l'oiseau du temps de Régis Loisel et Serge Le Tendre ainsi que le roman Le Seigneur des anneaux de J. R. R. Tolkien.
En mai 1990, il obtient, avec son camarade de classe Jean-Luc Sala, le premier prix du concours Jet - concours organisé par Le Lombard pour des jeunes talents - avec l'histoire complète Le Grand Veneur. Henri Reculé s'occupant des crayonnés sur un scénario de Jean-Luc Sala, qui est aussi encreur. Ce dernier écrit, en 1991, La Légende de Kynan qu'ils mettront ensemble en images. L'histoire est prépubliée dans Hello Bédé en 1992 pour ce même éditeur en 1993.

### Carrière
Ensuite, son diplôme obtenu, Henri Reculé créé une aventure historique, Castel Armer, dont il assume scénario, dessin et couleurs. La série est publiée par Le Lombard, cinq albums parus entre 1994 et 1997.
Sa rencontre avec le scénariste Stephen Desberg en 1996, va le pousser à ne plus s'occuper que de la partie dessin. Avec lui, il réalise Le Crépuscule des anges pour Casterman, paru en 1998. Deux albums parus sur les trois prévus.
Toujours ensemble, ils travaillent sur la mythologie chrétienne avec Les Immortels en 2001 dans la collection « Grafica » aux éditions Glénat, avant de retourner chez Le Lombard pour la série en 4 volumes : Le Dernier Livre de la jungle. Sur les deux premiers tomes, Henri Reculé s'occupe de création des personnages, de la mise en scène et des crayonnés, tandis que Johan De Moor s'occupe de l'encrage et des couleurs. Les tomes 3 et 4 seront complètement réalisés (dessins et couleurs) par Henri Reculé. Parution des quatre tomes entre 2003 et 2007. Une intégrale comportant les quatre volumes revus et corrigés par Henri Reculé et augmentée d'un dossier graphique paraît en novembre 2012.
Bien que le dessinateur se passionne pour les récits historiques et qu’il souhaite réaliser une série ayant pour cadre l’Égypte ancienne, son collègue imagine plutôt une intrigue dans la Rome antique. Finalement ils optent pour Éphèse, l’ancienne Turquie, en ajoutant deux personnages importants dont l’un dans la période de l’Empire romain et l’autre au XXIe siècle : deux histoires à des époques différentes vont se rejoindre en un thriller s’intitulant Cassio, publié à partir de 2007. Une édition revue et corrigée par Henri Reculé et bénéficiant d'une nouvelle mise en couleur voit le jour en mars 2009 avec la parution du tome 2. La série a un bon accueil public et comportera finalement neuf tomes. 
Parallèlement, Henri Reculé travaille sur Empire USA chez Dargaud (2008), le sixième tome de I.R.$. All Watcher (2011) et le fantastique Les Mille et autres Nuits (2015).
Grâce à la réflexion de l’épouse de Stephen Desberg, ils signent une nouvelle aventure animalière, Jack Wolfgang. Le tome 1 sort en juin 2017 chez Le Lombard. Les tomes 2 et 3 sont publiés chez le même éditeur en 2018 et 2019.
Selon Patrick Gaumer, Henri Reculé s'impose comme l'un des artisans du renouveau de la bande dessinée belge avec son graphisme épuré, souple et sensuel.

## Œuvres

### One shot
- La Légende de Kynan, Le Lombard, Bruxelles, février 1993
Scénario : Jean-Luc Sala - Dessin : Henri Reculé - Couleurs : Pierre Roland -  (ISBN 2-8036-1020-5).

### Collections publiques
Une œuvre de cet artiste est conservée au Centre belge de la bande dessinée et fait partie du patrimoine mobilier de la région Bruxelles-Capitale.

### Périodiques
- Henri Reculé (interviewé) et Frédéric Bosser, « Reculé, l'appel de la ville... », dBD, no 7,‎ mars 2007, p. 56-59.